# Heinrich von Kleist
Heinrich von Kleist (ur. 18 października 1777, według niektórych źródeł 10 października, we Frankfurcie nad Odrą, zm. 21 listopada 1811 w Wannsee pod Berlinem) – niemiecki pisarz, dramaturg, poeta i publicysta oraz oficer armii pruskiej.

## Życiorys
Po śmierci swojego ojca w roku 1788, Heinrich von Kleist został wysłany do Berlina. W latach 1792–1799 służył w armii pruskiej. W tym czasie walczył przeciwko Francji. W 1795 r. został mianowany chorążym, a w 1797 roku podporucznikiem. Po wystąpieniu na własną prośbę z armii, w kwietniu 1799 roku zaczął studiować m.in. matematykę, fizykę i łacinę na Uniwersytecie Viadrina we Frankfurcie nad Odrą. W tym też roku poznał Wilhelminę von Zenge, córkę generała, z którą zaręczył się już na początku 1800 roku. Po zaledwie trzech semestrach nauki (1800) przerwał studia i został wolontariuszem w pruskim ministerstwie gospodarki w Berlinie. Krok ten spowodowany był m.in. wolą rodziny narzeczonej, aby został urzędnikiem państwowym.
W latach 1808–1810 redagował w Dreźnie pismo artystyczne Phoebus, a także periodyk Berliner Abendblatter.
Popełnił samobójstwo w pobliżu Wannsee w okolicach Berlina. Zastrzelił się wraz ze swoją przyjaciółką, Henriettą Vogel.

## Twórczość
Zasłynął głównie jako dramaturg, autor licznych sztuk, m.in.:
- Amphitryon (1805-1807),
- Książę Homburg (1810, wydanie polskie 1910),
- Kasia z Heilbronnu albo próba ognia (1810),
- Penthesilea (1811, wydanie polskie 1938),
- Rozbity dzban (1811, wydanie polskie 1953).

Uważany za twórcę niemieckiej nowelistyki psychologicznej, np.:
- Markiza z O... (1808),
- Michał Kohlhaas (1808),
- Zaręczyny w San Domingo (1811).

Kluczowym pismem teoretycznym Kleista jest O teatrze marionetek.
Wybory polskie:
- Dzieła wybrane (1960),
- Dramaty i nowele (1969).